# O Homem Que Comprou o Mundo
O Homem que Comprou o Mundo é um filme brasileiro de 1968 do gênero comédia, dirigido por Eduardo Coutinho, produzido por Zelito Viana e com música de Francis Hime com interpretação de Maria Bethânia. O filme é uma sátira política com influências de Terra em Transe.

## Elenco principal
- Flávio Migliaccio .... José Guerra
- Marília Pêra .... Rosinha
- Raul Cortez...ministro
- Hugo Carvana...Cabo Jorge
- Fregolente...General do País Reserva 17
- Jardel Filho...general da Potência Anterior (participação especial)
- Milton Gonçalves...soldado
- Carlos Kroeber...senador da Potência Anterior
- Hélio Ary...Psiquiatra
- Delorges Caminha...Presidente
- Paulo César Pereio...locutor da Potência Posterior
- Cláudio Marzo...Agente da Potência Anterior
- Rogéria...Agente da Potência Anterior
- Amândio...agente disfarçado ("Mosiman")
- Abel Pêra...Professor Bagdá
- Eugenio Kusnet...chefe do serviço secreto da Potência Anterior
- Mario Brasini
- Rubens de Falco...Imperador Maximiliano (participação especial)
- Roberto Maya...agente da Potência Anterior
- Juju Batista...soldado
- Nathalia Thimberg...Rainha Louca (aparição especial)
- Emiliano Ribeiro

## Sinopse
José Guerra, funcionário publico do fictício "País Reserva 17", depois de deixar a noiva Rosinha em casa, assiste na rua ao assassinato de um estrangeiro de aparência hindu. Ao tentar ajudar a vítima moribunda, recebe em agradecimento um cheque de 100 mil "strikmas". No dia seguinte, José vai ao banco tentar sacar o cheque e é preso como falsificador, mas logo em seguida as autoridades percebem que o documento é verdadeiro e muito valioso, cotado em 10 trilhões de dólares. Imediatamente, José é obrigado a depositar o cheque no Banco Nacional enquanto é levado cativo para uma fortaleza-prisão, cujo carcereiro é o amigável disciplinador Cabo Jorge. A súbita riqueza do Pais Reserva 17 causa tensão internacional, e as Potências Anterior (paródia dos Estados Unidos) e Posterior (paródia da União Soviética) resolvem enviar equipes de agentes para capturar José e levá-lo para os respectivos países, a fim de privarem o País Reserva 17 da fortuna dele. Enquanto as várias forças internacionais disputam José, entra em cena a misteriosa MOSI - Misteriosa Organização Secreta Internacional (paródia da maçonaria), e que tenta fazer do funcionário um novo membro e usá-lo em seus planos de dominação internacional.

## Citação
- General da Potência Anterior (Jardel Filho): "Nós temos a bomba, o raio, o Batman...e Robin."